# Debra Ann Miceli
Debra Ann Miceli (Milaan, 6 februari 1963), beter bekend als Madusa en Alundra Blayze, is een Italiaans voormalig professioneel worstelaarster.

## In worstelen
- Afwerking en kenmerkende bewegingen
  - Bridging German suplex
  - Snap suplex
  - Spinning heel kick

- Manager
  - Spice

- Worstelaars gemanaged
  - Rick Rude
  - "Macho Man" Randy Savage
  - Evan Karagias

## Erelijst
- All Japan Women's Pro-Wrestling
  - IWA World Women's Championship (2 keer)

- American Wrestling Association
  - AWA World Women's Championship (1 keer)

- International World Class Championship Wrestling
  - IWCCW Women's Championship (1 keer)

- Pro Wrestling Illustrated
  - PWI Rookie of the Year (1988)

- World Championship Wrestling
  - WCW Cruiserweight Championship (1 keer)

- World Wrestling Federation
  - WWF Women's Championship (3 keer)